# 夫妻财产分割
夫妻财产分割是指离婚时夫妻双方的共同財產分配至個人頭上。是财产分割一类。
婚姻财产制度中，夫妻共同财产因婚姻关系的成立而产生，离婚时同樣要分割。财产分割对象仅限于夫妻共同财产，不包括双方的个人财产，子女及其他家庭成员的财产。在中華人民共和國，夫妻离婚时，夫妻的共同财产由双方协议处理，协议不成时，由法院出面裁決和調解。